# Bosch Rexroth

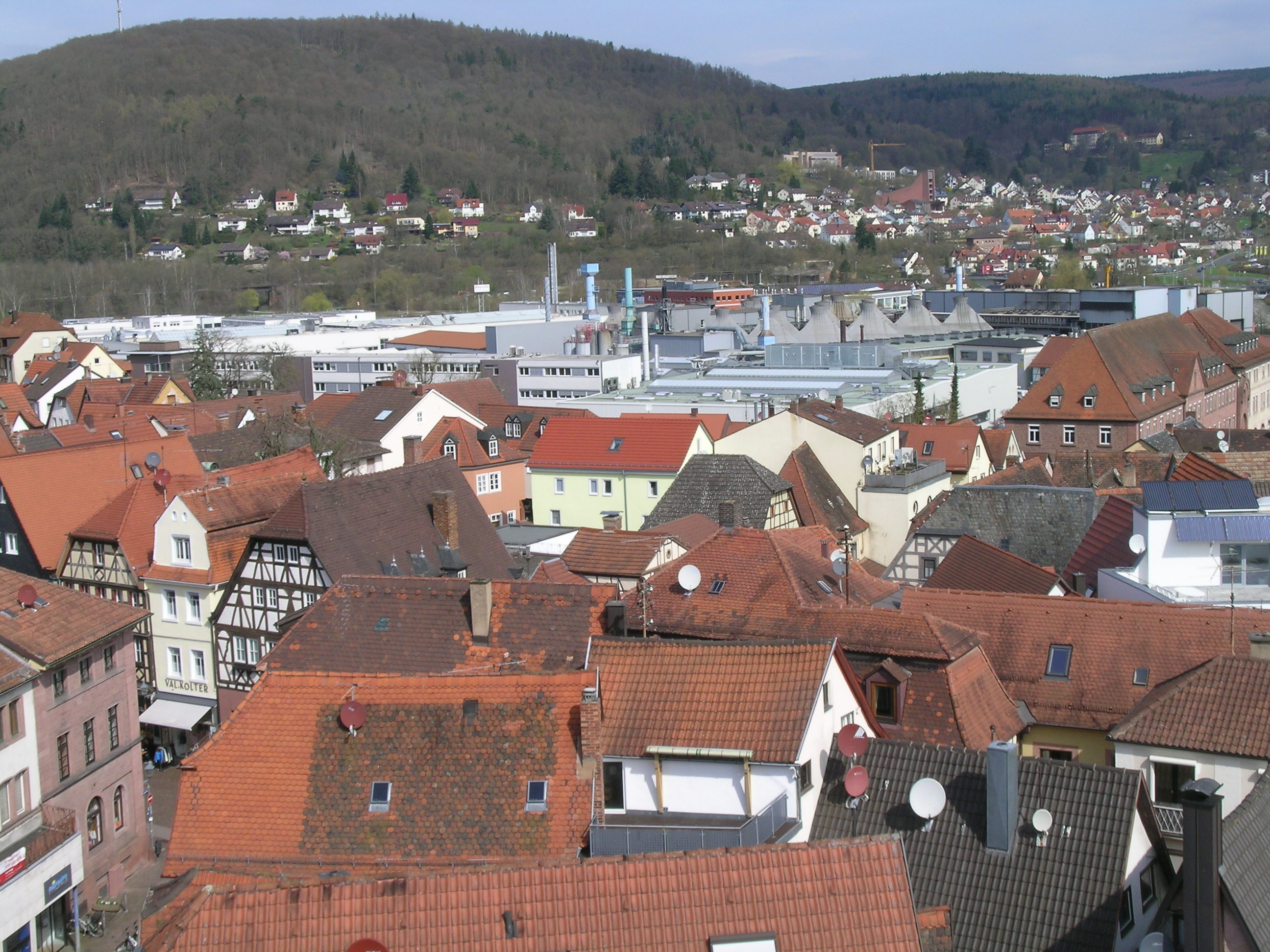
Fabbrica a Lohr am Main

La Bosch Rexroth AG è una società tedesca che opera nell'automazione industriale (The Drive & Control Company) con sede a Stoccarda e fabbrica principale a Lohr am Main. È stata fondata il 1º maggio del 2001 dalla fusione di Mannesmann Rexroth AG con la divisione automazione della Bosch ed è controllata al 100% dalla Robert Bosch GmbH.

## Storia
Nel 1795 la famiglia Rexroth dalla Spessart nella Valle dell’Elsava rileva la fucina “Höllenhammer“. Nel 1850 viene acquistata una fonderia a Lohr am Main, che produce parti per realizzare il collegamento tra il Main e la ferrovia (dal 1854). Nel 1930 viene sviluppato un nuovo tipo di cubilotto per la produzione di ghisa di eccezionale qualità.
Dopo la seconda guerra mondiale nel 1952 vengono prodotti componenti per l'idropneumatica. Nel 1965 viene comprata la Indramat GmbH di Lohr. Nel 1968 la Mannesmann rileva la Rexroth. Nel 1972 viene rilevata Hydromatik GmbH di Elchingen e nel 1976 la Rexroth diventa controllata al 100% da Mannesmann AG. Lo stesso anno viene acquisita la Brueninghaus GmbH di Horb am Neckar. Un anno più tardi viene comprata la Lohmann & Stolterfoht GmbH di Witten.
Nel 1987 viene acquisita la Star GmbH di Schweinfurt. Nel 1989 viene creata la Rexroth Pneumatik GmbH a Hannover. Nel 1998 la Mannesmann Rexroth GmbH diventa società per azioni. Nel 2000 viene acquisita la REFU elektronik GmbH di Metzingen. 
Nel 2001 viene creata attraverso la Robert Bosch GmbH la Bosch Rexroth AG. 
Nel 2005 viene venduta la divisione robotica alla Stäubli International.
Nel 2008 viene acquisita la Interlit GmbH di Köln.
Nel settembre 2013 la Bosch Rexroth vende la divisione "Pneumatik"  alla Triton Partners.

## Onorificenze
- 2013 Hermes Award - per il progetto Open Core Engineering

## Attività
I settori di attività sono nell'automazione industriale, meccatronica, open-loop controller, idraulica (fino al 2013 pneumatica). I marchi noti della società sono:
- Bosch Automation
- Brueninghaus Hydromatik
- Indramat
- Lohmann & Stolterfoht
- Mecman
- Rexroth Hydraulics
- Star